# Sono nata in un paese molto lontano
Sono nata in un paese molto lontano è un album inciso da Rosanna Fratello, pubblicato dall'etichetta Ricordi nel 1973.

## Tracce
1. Figlio dell'amore (Fausto Leali)
2. Fenesta vascia
3. Un incontro casuale
4. Ciuri ciuri
5. Amore di gioventù
6. Calavrisella
7. Nuvole bianche
8. Sinno me moro
9. Stasera tu ed io
10. Pellegrinaggio a Maria Santissima di Montevergine
11. L'ellera verde
12. Il mulino
13. L'amore è un marinaio